# St. Hubert (Verlautenheide)

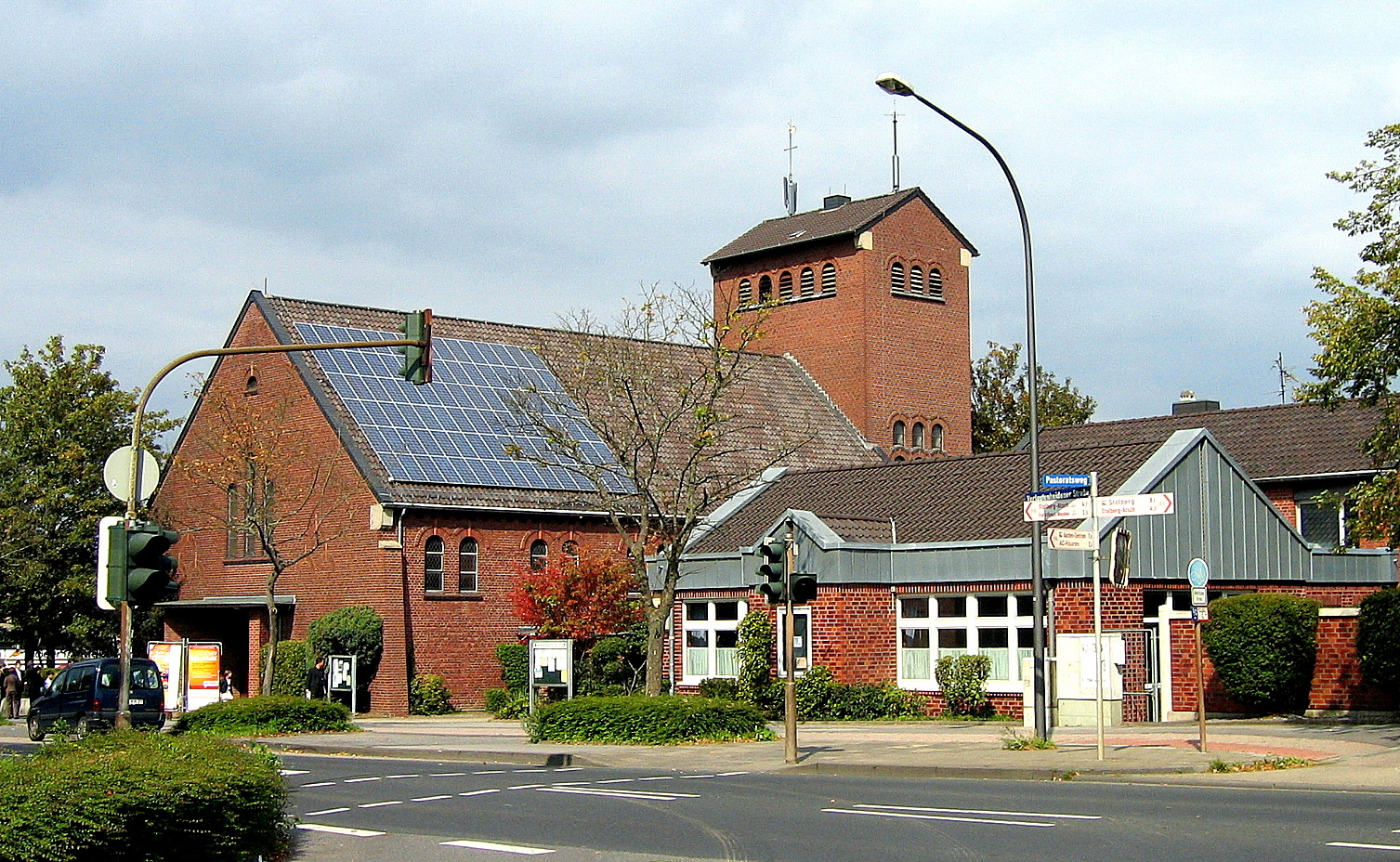
Blick auf St. Hubert.

Die römisch-katholische Kirche St. Hubert liegt im Aachener Stadtteil Verlautenheide im Stadtbezirk Haaren und gehört seit 2010 zur Pfarrei Christus unser Bruder. Bereits seit bildete sie zusammen mit St. Martin und St. Germanus in Haaren eine Pastoralgemeinschaft, bei der sich die Pfarrer die Aufgaben pfarrübergreifend untereinander aufteilten. Der heutige Kirchenbau geht auf das Jahr 1954 zurück. Die Kirche ist zu Ehren des heiligen Hubertus von Lüttich geweiht.

## Baugeschichte
Bereits im Jahr 1766 wurde in Verlautenheide ein erstes Gotteshaus in Form einer kleinen Kapelle errichtet, die der Mutterpfarre St. Germanus angeschlossen war. Durch einen raschen Anstieg der Bevölkerung wurde das Bauwerk jedoch bald schon zu klein, sodass man im Jahr 1780 zunächst einen Neubau im neugotischen Baustil plante. Da dies jedoch die finanziellen Mittel der Pfarrei nicht zuließen, wurde die bestehende Kapelle erweitert und zur Pfarrkirche erhoben und somit von der Mutterpfarre in Haaren abgetrennt.
Erst im Jahr 1884 begann der Bau der Erweiterung durch die Grundsteinlegung und schon im November des gleichen Jahres, konnte das im neobarocken Stil erweiterte Gotteshaus konsekriert und der erste Gottesdienst gehalten werden. Jedoch wurde die Kirche durch den Zweiten Weltkrieg fast vollständig zerstört. Durch eine Phosphorbombe brannte das Bauwerk auf seine Grundmauern nieder.
Der Wiederaufbau begann 1949 durch eine große Spendenbereitschaft der Bevölkerung. Ein Kirchenneubau wurde vom Architekten Hubert Hermann entworfen und folgte im Außenbau und im Inneren noch der Formensprache der 1920er und 30er Jahre. Die Kirche gehört dem seltenen Typus der Längsbinderkirchen an, in denen es keine Säulen oder Pfeiler zwischen Haupt- und Nebenschiffen gibt. Nach dem ersten Spatenstich am 18. September 1949 wurde der neue Grundstein im April 1950 durch den Aachener Weihbischof Friedrich Hünermann gelegt. Da sowohl das Land als auch das Bistum den Bau bezuschusste, konnte der erste Bauabschnitt im Oktober 1950 schon fertiggestellt werden. Turm und Chorraum wurden 1953 errichtet und im Jahr 1954 final mit dem ersten Bauabschnitt zusammengefügt.

## Orgel
Die Orgel wurde von der Werkstatt Orgelbau Fasen unter der Verwendung von Bauteilen und Pfeifenwerk der Orgel der 2016 profanierten Kirche St. Elisabeth sowie der ursprünglichen in der Kirche von Orgelbauanstalt Karl Bach 1961 errichteten Orgel erbaut. Am 23. September 2018 wurde die Orgel geweiht. Das Instrument verfügt über 34 klingenden Registern, zuzüglich 4 Transmissionen und 8 Extensionen. Die insgesamt 2363 Pfeifen verteilen sich auf drei Manuale und Pedal und ist wie folgt disponiert:
| I Hauptwerk C–g3 |                         |       |
| 1.               | Bourdon                 | 16′   |
| 2.               | Principal               | 8′    |
| 3.               | Rohrflöte               | 8′    |
| 4.               | Gemshorn                | 8′    |
| 5.               | Oktave                  | 4′    |
| 6.               | Blockflöte              | 4′    |
| 7.               | Quinte                  | 2 ⁄3′ |
| 8.               | Superoktave             | 2′    |
| 9.               | Mixtur IV–VI            | 2′    |
|                  | Trompete (aus Solowerk) | 16′   |
|                  | Trompete (aus Solowerk) | 8′    |
| 10.              | Krummhorn               | 8′    |
|                  | Clairon (aus Solowerk)  | 4′    |
|                  | Tremulat                |       |

| II Schwellwerk C–g3 |                            |        |
|                     | Viola (Ext. aus Gamba 8')  | 16′    |
| 11.                 | Holzprincipal              | 8′     |
| 12.                 | Gamba                      | 8′     |
| 13.                 | Vox coelestis              | 8′     |
| 14.                 | Gedackt                    | 8′     |
| 15.                 | Principal                  | 4′     |
| 16.                 | Traversflöte               | 4′     |
| 17.                 | Nasat                      | 2 ⁄3′  |
|                     | Fugara (Ext. aus Gamba 8') | 4′     |
| 18.                 | Schwegel                   | 2′     |
| 19.                 | Terz                       | 1 3⁄5′ |
| 20.                 | Scharff IV                 |        |
| 21.                 | Fagott                     | 16′    |
| 22.                 | Trompette harm.            | 8′     |
| 23.                 | Clairon                    | 4′     |
|                     | Tremulant                  |        |

| III Solowerk C–g3 |                                      |     |
| 24.               | Konzertflöte                         | 8′  |
|                   | Soloflöte (Ext. aus Konzertflöte 8') | 4′  |
| 25.               | Cornett V                            |     |
|                   | Trompete (Ext. aus Trompete 8')      | 16′ |
| 26.               | Trompete                             | 8′  |
| 27.               | Klarinette                           | 8′  |
|                   | Clairon (Ext. aus Trompete 8')       | 4′  |

| Pedalwerk C–f1 |                                      |     |
| 28.            | Untersatz                            | 32′ |
| 29.            | Quintade                             | 16′ |
| 30.            | Subbass                              | 16′ |
| 31.            | Oktavbass                            | 8′  |
|                | Gedacktbass (Ext. aus Subbass 16')   | 8′  |
| 32.            | Choralbass                           | 8′  |
|                | Choralflöte (Ext. aus Choralbass 8') | 4′  |
| 33.            | Posaune                              | 16′ |
| 34             | Trompete                             | 8′  |
|                | Clairon (aus Solowerk)               | 4′  |

- Koppeln:
  - Normalkoppeln: I/P, II/P, II/P; II/I, III/I, III/II
  - Suboktavkoppeln: II/I, II
  - Superoktavkoppeln: II/I, II

Weitere Spielhilfen: Freie Manualzuordnung von Hauptwerk, Schwellwerk und Solowerk

## Glocken
Vor den kriegsbedingten Zerstörungen besaß der ursprüngliche Kirchenbau ein Geläut, das sich aus zwei Glocken zusammengesetzt hatte. Im Zuge der Renovierungsarbeiten wurde allerdings ein völlig neues Klangkonzept verwirklicht. Dafür wurde die Glockengießerei Feldmann & Marschel aus Westfalen mit dem Guss vier neuer Glocken beauftragt. Die größte und damit auch tontiefste Glocke besitzt den Schlagton f und ist dem heiligen Hubert geweiht. Auf diese folgt die Marienglocke mit dem Schlagton a. Eine dritte Glocke weist den Ton h auf. Das gesamte Geläut wird von der Angelusglocke abgerundet, die den Schlagton d besitzt.